# استان وارزه
استان وارزه (به ایتالیایی: Provincia di Varese) یکی از استان‌های غربی ناحیهٔ لمباردی در شمال ایتالیاست که ۱۱۹۹ کیلومتر مربع مساحت داشته
در شمال و شمال شرقی با کانتون تیچینو در سوئیس. در شرق با استان کومو، در جنوب شرقی با استان مونتزا و بریانتزا، در جنوب با استان میلان و در غرب با استان‌های نووارا و وربانو کوزیو اوسولا در ناحیهٔ پیدمونت هم‌مرز است.
مرکز استان وارزه که در سال ۱۹۲۷ بنیان‌گذاشته شده‌است شهر وارزه بوده و بزرگ‌ترین شهر آن بوستو آرسیتسیو نام دارد.
استان وارزه ۸۸۲٬۴۰۳ نفر جمعیت و ۱۴۱ شهرستان داشته و از نظر جمعیتی، چهارمین استان پرجمعیت ناحیهٔ لمباردی پس از استان‌های میلان، برشا و برگامو و ششمین استان پرجمعیت در ایتالیا محسوب می‌شود.
همچنین ۳۰٪ از کل جمعیت استان در چهار شهر مهم بوستو آرسیتسیو، وارزه، گالاراته و سارونو متمرکز شده‌اند.
عسل، مارچوبه، انگور و شاه بلوط و همچنین پرورش بز و ماهیگیری در دریاچه‌های بیشمار این استان از مهم‌ترین منابع درآمدی آن هستند.

## شهرستان‌های مهم
مهم‌ترین شهرستان‌های استان وارزه از نظر جمعیتی برپایهٔ سرشماری ۳۱ مه ۲۰۱۰ به شرح زیر است:
| ردیف | نشان | شهرستان        | جمعیت  | مساحت (کیلومتر مربع) | تراکم (سکنه در کیلومتر مربع) | ارتفاع (متر) |
| ---- | ---- | -------------- | ------ | -------------------- | ---------------------------- | ------------ |
| ۱    |      | بوستو آرسیتسیو | ۸۱٫۷۲۵ | ۳۰٬۲۷                | ۲۷۰۰                         | ۲۲۶          |
| ۲    |      | ورزه           | ۸۱٫۷۲۳ | ۵۴٬۹۳                | ۱۴۸۸                         | ۳۸۲          |
| ۳    |      | گالاراته       | ۵۱٫۳۴۷ | ۲۰٬۹۷                | ۲۴۴۸                         | ۲۳۸          |
| ۴    |      | سارونو         | ۳۸٫۹۷۰ | ۱۰٬۸۴                | ۳۵۹۵                         | ۲۱۲          |
| ۵    |      | کاسانو مانیاگو | ۲۱٫۴۴۹ | ۱۲٬۱۹                | ۱۷۶۰                         | ۲۶۱          |
| ۶    |      | تراداته        | ۱۷٫۶۱۴ | ۲۱٬۱۹                | ۸۳۹                          | ۳۰۳          |
| ۷    |      | سوماً لومباردو  | ۱۷٫۳۶۲ | ۳۰٬۵۴                | ۵۶۸                          | ۳۰۰          |
| ۸    |      | مالناته        | ۱۶٫۵۲۵ | ۸٬۷۹                 | ۱۸۸۰                         | ۳۵۵          |
| ۹    |      | ساماراته       | ۱۶٫۲۶۸ | ۱۵٬۹۸                | ۱۰۱۸                         | ۲۲۱          |
| ۱۰   |      | کارونو پرتوسلا | ۱۵٫۹۵۳ | ۸٬۶۰                 | ۱۸۵۵                         | ۱۹۴          |